# Józef Ordyniec
Józef Ordyniec (ur. 15 lipca 1902 w Czułczycach, zm. 18 marca 1950 w Zakopanem) – polski prawnik i nauczyciel, w latach 1947–1950 poseł na Sejm Ustawodawczy. 

## Życiorys
W młodości uczył się w szkole dla robotników i chłopów w Połtawie. Pracował jako sprzedawca gazet, rolnik oraz robotnik kanalizacyjny na Ukrainie (m.in. w Charkowie). Po powrocie do kraju i ukończeniu seminarium nauczycielskiego zatrudniony w Wielkopolsce w charakterze nauczyciela. Od 1928 studiował na Wydziale Prawa Uniwersytetu Poznańskiego. Po ukończeniu studiów został asystentem w Katedrze Filozofii Teorii Prawa. Studiował filozofię pod auspicjami prof. Kotarbińskiego. W 1935 przeniósł się do stolicy, gdzie rozpoczął pracę jako sędzia. Był członkiem Związku Młodych Prawników. 
Po zakończeniu wojny organizował wymiar sprawiedliwości w Polsce Ludowej. od 1945 pełnił obowiązki dyrektora Biura Personalnego Ministerstwa Sprawiedliwości. W 1949 uzyskał nominację na stanowisko prezesa Sądu Apelacyjnego w stolicy. Należał do Stronnictwa Demokratycznego, z ramienia którego uzyskał mandat posła na Sejm Ustawodawczy. Zginął śmiercią tragiczną w 1950. 
Żonaty z Janiną Bogucką-Ordyńcową.